# Wera Nikolajewna Belizer

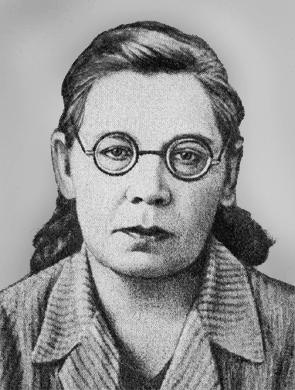
Wera Nikolajewna Belizer

Wera Nikolajewna Belizer (russisch Вера Николаевна Белицер; * 10. Märzjul. / 23. März 1903greg. in Rjasan; † 2. April 1983 in Moskau) war eine sowjetische Ethnographin.

## Leben
Belizer studierte nach dem Mittelschulabschluss ab 1921 an der Universität Moskau (MGU) in der Ethnographie-Linguistik-Abteilung der Fakultät für Gesellschaftswissenschaften mit Abschluss 1925. Darauf war sie wissenschaftliche Mitarbeiterin des Moskauer Völkerkunde-Museums. Nach Beginn des Deutschen Angriffskriegs gegen die Sowjetunion wurde sie mit dem Museum evakuiert.
Nach der Rückkehr 1943 begann Belizer die Aspirantur am Institut für Ethnographie der Akademie der Wissenschaften der UdSSR in Moskau (seit 1990 N.-N.-Miklucho-Maklai-Institut für Ethnologie und Anthropologie (IEA)). Ihre Dissertation über Kleidung der Udmurten im Hinblick auf die Ethnogenese verteidigte sie 1945 mit Erfolg für die Promotion zur Kandidatin der historischen Wissenschaften.
Darauf blieb Belizer am Institut und führte von 1945 bis 1952 ethnographische Expeditionen in die Lebensgebiete aller elementaren ethnographischen Gruppen der Komi-Permjaken durch. Ihr Forschungsgebiet war die Ethnographie der Völker der Wolga- und der Kama-Region: Mordwinen, Udmurten, Baschkiren, Komi-Syrjanen, Komi-Permjaken, Tschuwaschen. Sie verteidigte 1959 als Doktor-Dissertation ihre Studien zur Ethographie  der Komi mit Erfolg für die Promotion zur Doktorin der historischen Wissenschaften. Sie nahm am VII. Kongress der International Union of Anthropological and Ethnological Sciences 1964 in Moskau, am internationalen Kongress der Finno-Ugrisch-Völkerkundler 1970 in Budapest und an vielen anderen Konferenzen teil. Nach der Pensionierung 1968 blieb sie beratende Mitarbeiterin bis 1978.